# Ювалде (округ, Техас)
Шаблон:StateAbbr_ 29°21′ пн. ш. 99°46′ зх. д. / 29.35° пн. ш. 99.76° зх. д.
Округ Ювалде (англ. Uvalde County) — округ (графство) у штаті Техас, США. Ідентифікатор округу 48463.

## Історія
Округ утворений 1850 року.

## Демографія
За даними перепису 2000 року загальне населення округу становило 25926 осіб, зокрема міського населення було 17780, а сільського — 8146. Серед мешканців округу чоловіків було 12628, а жінок — 13298. В окрузі було 8559 домогосподарств, 6645 родин, які мешкали в 10166 будинках. Середній розмір родини становив 3,42.
Віковий розподіл населення поданий у таблиці:
| Стать    | До 15 років | 15-21 | 22-29 | 30-39 | 40-49 | 50-65 | 65-85 | Понад 85 |
| -------- | ----------- | ----- | ----- | ----- | ----- | ----- | ----- | -------- |
| Чоловіки | 3503        | 1487  | 1191  | 1573  | 1590  | 1753  | 1357  | 174      |
| Жінки    | 3269        | 1489  | 1282  | 1727  | 1626  | 1902  | 1670  | 333      |

## Суміжні округи
- Реал — північ
- Бандера — північний схід
- Медина — схід
- Фріо — південний схід
- Завала — південь
- Маверік — південний захід
- Кінні — захід
- Едвардс — північний захід

## Виноски
1. ↑  U.S. Decennial Census. United States Census Bureau. Архів оригіналу за 4 квітня 2018. Процитовано 11 травня 2015.
2. ↑  Texas Almanac: Population History of Counties from 1850–2010 (PDF). Texas Almanac. Архів оригіналу (PDF) за 26 лютого 2015. Процитовано 11 травня 2015.
3. ↑  State & County QuickFacts. United States Census Bureau. Архів оригіналу за 22 липня 2011. Процитовано 29 грудня 2013. [Архівовано 2016-02-03 у Wayback Machine.](англ.) Наведено за англійською вікіпедією.
4. ↑  American FactFinder. Бюро перепису населення США. Архів оригіналу за 26 лютого 2012. Процитовано 31 січня 2008. [Архівовано 2008-05-21 у Wayback Machine.]

| США | Це незавершена стаття з географії США. Ви можете допомогти проєкту, виправивши або дописавши її. |